# Эвердинген, Цезарь ван
Цезарь Питерс ван Эвердинген, Цезарь Боэтиус ван Эвердинген (нидерл. Caesar Pietersz van Everdingen, Cesar Boetius van Everdingen, Caesar Boetius: als Bovetius, Bovesis of Boëtius, ок. 1616, Алкмар — 13 октября 1678, Алкмар) — голландский живописец, рисовальщик и гравёр в технике офорта Золотого века искусства Нидерландов. Представитель голландского классицизма. Старший брат художников-пейзажистов Алларта ван Эвердингена (1621—1675) и Яна ван Эвердингена (1600—1656).

## Биография и творчество
Цезарь ван Эвердинген родился в Алкмаре, в семье нотариуса Питера ван Эвердингена и Элизабет Лоренсдр ван Хохстратен.
Обучался живописи в Утрехте у Герритса ван Бронкхорста.
В 1632 году Цезарь ван Эвердинген вступил в Гильдию Святого Луки в Алкмаре, но о его работах до 1636 года ничего не известно. Около 1640 года ван Эвердинген познакомился с архитектором и живописцем Якобом ван Кампеном. Через него он получил несколько важных заказов.
Первые известные работы датируются 1636 годом. В 1640 году Эвердинген путешествовал в Скандинавию. С 1641 по 1643 год выполнял работы по украшению органа в одной из церквей в Амерсфорте. В 1646 году ван Эвердинген женился, брак остался бездетным. В 1648 году Эвердинген переехал в Харлем, где стал членом местной Гильдии Святого Луки и городского ополчения. В 1655—1656 годах был деканом гильдии. С 1648 по 1650 год Ван Эвердинген работал вместе с Якобом ван Кампеном над оформлением «Оранжевого зала» (Oranjezaal) в Хёйс-тен-Бос (поблизости от Гааги). В 1658 году он вернулся в Алкмар, где работал в собственной мастерской, обучая подмастерьев. В 1661 году поселился в Амстердаме, затем снова вернулся в Алкмар, где прожил до своей смерти. Художник скончался в 1678 году и был похоронен в церкви Святого Лаврентия (Sint-Laurenskerk) в Алкмаре.
Ван Эвердинген в основном писал картины на исторические сюжеты и портреты. Его работы следуют классицистическому стилю в живописи, представленном Якобом ван Кампеном и такими художниками Харлема, как Питер де Греббер и Саломон де Брай.

## Галерея
- Портрет Виллема Якобса Берта. 1671. Холст, масло. Рейксмюсеум, Амстердам
- Молодая девушка в чёрной шляпе, склонившаяся через деревянный барьер. Между 1650 и 1655. Холст, масло. Частное собрание
- Девушка в широкой шляпе. Между 1645 и 1650. Холст, масло. Рейксмюсеум, Амстердам
- Молодая женщина греет руки над жаровней. Аллегория зимы. Ок. 1650. Холст, масло. Рейксмюсеум, Амстердам
- Бахус и Ариадна. Ок. 1660. Холст, масло. Галерея старых мастеров, Дрезден
- Четыре музы и Пегас на Парнасе. Между 1648 и 1650. Холст, масло. Оранжевый зал, Хёйс-тен-Бос
- Девушка, играющая на цитерне. До 1678. Холст, масло. Музей изящных искусств, Руан
- Женская фигура (Лукреция). 1793. Холст, масло. Национальный музей изобразительных искусств, Стокгольм